# Zwischen zwei Welten

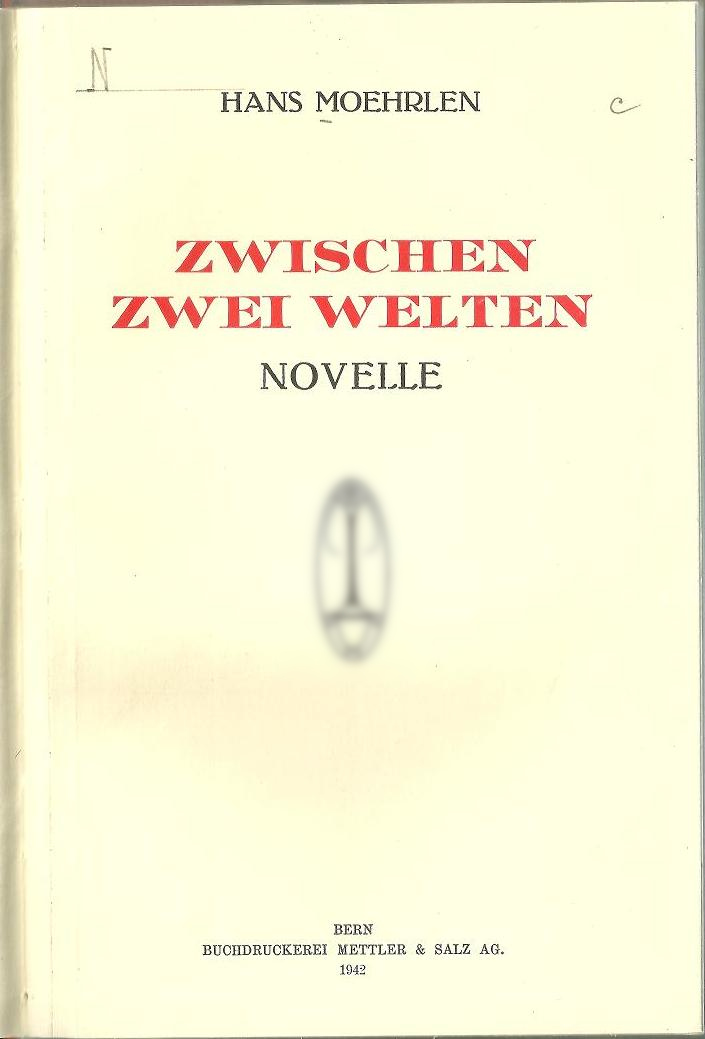
Capa del libro

Zwischen zwei Welten es una novela autobiográfica de Hans Martin Sutermeister, publicada en 1942 bajo el seudónimo de Hans Moehrlen, en honor a su bisabuelo Christoph Möhrlen. La obra narra su estricta crianza en un ambiente protestante burgués, la muerte misteriosa de su hermano Adrian, que llevó a la locura a su padre Friedrich Sutermeister, y su transición hacia la vida en la ciudad, donde experimenta y madura. Finalmente, regresa al entorno burgués.
La novela fue prohibida en la Alemania nazi. En 1947, Karl Walker la interpretó como testimonio de una “revolución social”, eliminando prejuicios y tradiciones obsoletas.
Fredi Lerch, en 2012, vio la obra como un temprano ejemplo de no-conformismo suizo durante la Segunda Guerra Mundial, reflejando la lucha entre clases intelectuales conservadoras y progresistas. Anton Schaller, también en 2012, comparó los conflictos descritos en la novela con los ideales políticos del Landesring der Unabhängigen, partido en el que Sutermeister participó.